# Vladímir Ippolítovitx Lipski
Vladímir Ippolítovitx Lipski o Volodímir Ipolítovitx Lipski (rus: Владимир Ипполитович Липский; ucraïnès: Володимир Іполитович Липський; 11 de març de 1863, Samostreli, Korets, Rivne — 24 de febrer de 1937, a Odessa) va ser un botànic ucraïnès i membre de l'Acadèmia Nacional de Ciències d'Ucraïna (la presidí entre 1922—1928) i membre corresponent de l'Acadèmia de Ciències de l'URSS. També va ser director dels Jardins Botànics d'Odessa, de la Universitat d'Odessa.

## Biografia
La família Lipsky es traslladà a Jitòmir el 1873. Vladimir es graduà a l Collegium Pavel Galagan (magna cum laude) el 1881, i a la Universitat de Kiev el 1887. Científicament el va influir Johannes Schmalhausen, que era catedràtic de taxonomia i morfologia vegetal.
Va prendre part en expedicions científiques al Caucas i l'Iran septentrional des de 1889.
Vladimir va ser un dels primers botànics a proporcionar descripscions científiques de la flora d'Indonèsia, Tunísia, Algèria, i Àsia central. En particular, Vladimir Lipsky va descriure 4 gèneres nous: Korshinskia, Galagania, Koslovia i Ladyginia i 220 espècies noves de plantes.

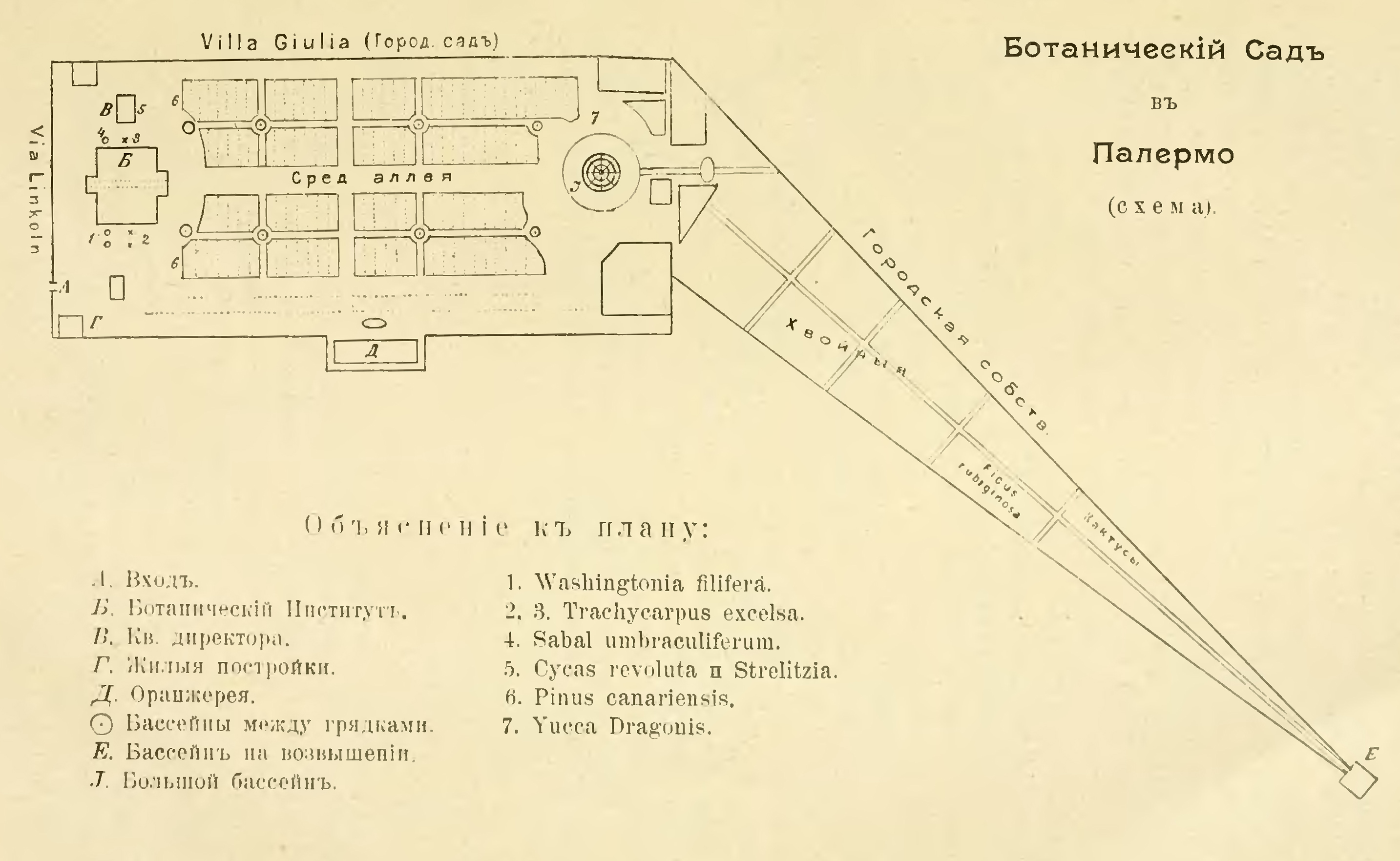
Mapa del Jardí Botànic de Palermo fet per Vladimir Lipsky (1903)

Els líders del Partit Comunista soviètic van considerar que Vladimir Lipsky era un president de l'Acadèmia ucraïnesa, 'políticament inert' i el 1928 Vladimir va enviar la seva renúncia al càrrec i es traslladà a Odessa.
Durant 1927—1930 estudià les algues de la Mar Morta i la Mar d'Azov Es va interessar en les Phyllophora vermelles. Amb aquestes algues van servir per produir a Odessa des de 1931, iode i agar-agar, que abans s'importaven.
Vladimir, el 1933, va dimitir del seu càrrec de Director del Jardí Botànic d'Odessa com a protesta per les idees del polèmic científic Trofim Lissenko.

## Algunes plantes descobertes o amb el nom donat per Vladímir Lipski
- Fagus orientalis
- Artemisia lipskyi
- Inula magnifica Lipsky

## Llegat
Dos gèneres nous en honor de Vladimir Lipsky: Lipskya de les Apiaceae i Lipskyella de les Asteraceae. 54 espècies noves de plantes per Vladimir Lipsky (incloent Stipa lipskyi, Euphorbia lipskyi, Thymus lipskyi, Acer lipskyi),